# Shunichi Kumai
Shunichi Kumai var en japansk fotbollsspelare.